# Eduard Forés Boscà
Eduard Forés Boscà (la Pobla del Duc, La Vall d'Albaida, 23 de març de 1969) és un locutor de ràdio, presentador de televisió i cantant valencià.
Va passar la seua infància i adolescència a Gandia (la Safor). Després de guanyar un concurs de discjòqueis el 1988 de Ràdio Oliva, comença a treballar el 1991 a Radio Naranja de la COPE com a redactor-locutor dels informatius. Entre els anys 1991 i 1992 va compaginar la ràdio amb la televisió local de Gandia, on va presentar tota mena de programes. En l'estiu de 1993 es va presentar a diversos càstings per a Canal 9 i va ser seleccionat, fent la primera aparició al canal públic valencià el 4 d'octubre d'aquell any als informatius Notícies 9, com a presentador del bloc d'esports. Va ocupar eixe lloc durant cinc anys, fins que a l'agost de 1998 canvia de registre i presenta Tela Marinera, un magazín sobre notícies del cor amb Carolina Ferre, que va donar als dos presentadors molta popularitat i que es va mantenir en antena fins 2003. Eduard se'n va del programa el 2001 per a presentar el programa "Queda't amb Eduard", després del qual deixaria la televisió. Va deixar la televisió perquè va ser condemnat per tenir relacions sexuals amb una menor i gravar-ho en vídeo.
Després d'eixir dels platós, Eduard Forés s'integra com a cantant a l'Orquestra Montecarlo. El 2004 retorna esporàdicament a Canal 9 per presentar diversos programes, com Teles Copy, amb el seu germà Oscar Forés, o el show musical Abanibí (2005). El 2008 és contractat per Levante Televisión per presentar el programa esportiu El Murciélago.
L'estiu del 2020 torna a À Punt, juntament amb Carolina Ferre, al magazín La Terrassa.